# Melba Liston

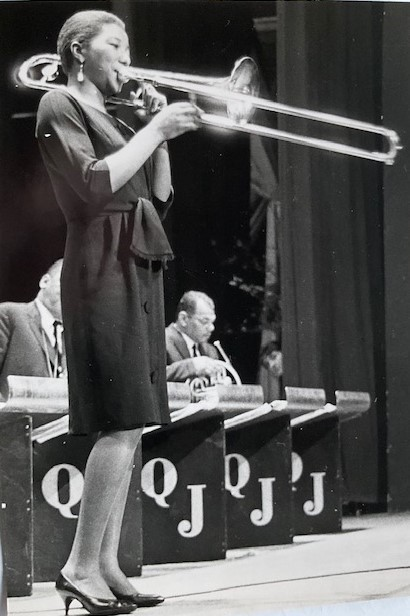
Solo der Posaunistin Melba Liston während des Konzerts der Quincy Jones Big Band am Samstag, 4. März 1961 im Kursaal Baden (Schweiz)

Melba Doretta Liston (* 13. Januar 1926 in Kansas City, Missouri; † 23. April 1999 in Inglewood) war eine US-amerikanische Jazzmusikerin (Posaune, Komposition, Arrangement).

## Leben und Wirken
Liston wuchs zunächst als Einzelkind in Kansas City auf und zog 1936 mit ihrer Mutter nach Los Angeles. Sie wollte schon mit sechs Jahren Posaune spielen, brachte sich schon vor der Schule dank absolutem Gehör ein eigenes Notensystem bei und spielte in ihrer Junior High-School Band (Polytechnical High School) in einer Band der Musiklehrerin Alma Hightower (Miss Hightower and the Melodic Dots) unter anderem mit der Saxophonistin Elvira „Vi“ Redd. Liston spielte gleich danach in der Band des Lincoln Theater unter Bardu Ali, wo sie auch schon arrangierte, und wurde 1943 Mitglied von Gerald Wilsons Bigband, wo sie bereits zu arrangieren begann und mit Dexter Gordon zusammen spielte. Gordon drängte sie auch zu ihrer ersten Aufnahme 1945. Anschließend (1948) spielte sie kurz bei Count Basie und 1949 holte sie Dizzy Gillespie, der sie in Kalifornien gehört hatte, in eine All-Star-Band, in der auch John Coltrane und Jimmy Heath spielten, wozu sie auch auf Bitte von Gillespie eigene Arrangements mitbrachte. 1949 spielte sie in der Band von Billie Holiday und tourte mit ihr in den Südstaaten, was aber ein Fiasko wurde, da man dort einfach nur Tanzmusik hören wollte und modernem Jazz wenig aufgeschlossen war. Die Band strandete in Kansas City und musste sich Geld aus Los Angeles schicken lassen. Das war einer der Gründe für Listons zeitweiligen Rückzug aus der Musikszene. Sie war von 1950 bis 1954 im Erziehungsministerium angestellt, wirkte aber auch in dem Spielfilm Die Zehn Gebote (1956) (The Ten Commandments) als Harfenistin mit. 1956/1957 arbeitete sie wieder mit Gillespie (Tournee zum Beispiel im Mittleren Osten und Auftritt auf dem Newport Jazz Festival) zusammen, spielte anschließend bei Art Blakey und gründete eine eigene All-Women-Band. Mit dieser Band nahm sie auch ihr einziges Album unter eigenem Namen auf, Melba Liston And Her "Bones" (MetroJazz 1958). Mit dem Musical Free and Easy und der Quincy Jones Big Band besuchte sie 1959 bis 1960 Europa.
Liston arbeitete dann als Komponistin und Arrangeurin für Musiker wie Charles Mingus (1962), Duke Ellington (1963), Milt Jackson, Count Basie (mit dem sie auch spielte), Dinah Washington und Johnny Griffin und war Co-Leader der Bigband von Clark Terry. Dann arbeitete sie mit Jugendorchestern in New York und Los Angeles und hielt sich zeitweise mit Kompositionen für Motown Records und Arrangements für Eddie Fisher und Diana Ross finanziell über Wasser, bevor sie von 1973 bis 1979 an der Jamaica School of Music in Kingston lehrte und dort die Abteilung Jazz Studies aufbaute. Anschließend kehrte sie in die USA zurück, nachdem die Ko-Organisatorinnen des Kansas City Woman´s Jazz Festival (Carol Comer, Dianne Gregg) sie davon überzeugten dort aufzutreten, was sie mit großem Erfolg tat. Zu dieser Zeit waren die Bedingungen für weibliche Jazz-Instrumentalisten (insbesondere auf Instrumenten wie Posaune) erheblich besser als noch in den 1950er und 1960er Jahren, was damals ein Hauptgrund für ihren Rückzug gewesen war. Sie leitete eigene Bands (das Septett Melba Liston and Company ab 1980, eine reine Frauenband) und wirkte zudem in der neuen Gillespie-Bigband mit. Nach einem Schlaganfall 1985 gelähmt musste sie diese Tätigkeit aufgeben. Sie schuf jedoch weiterhin interessante Arrangements, indem sie mit computerisierten Hilfsmitteln trainierte und ihre erlittenen Behinderungen teilweise umgehen konnte.
Melba Liston gilt als eine der ersten Frauen, die in der Jazzmusik als maßgeblich anerkannt wurden. Sie hat beispielsweise mit ihren überraschenden und dramaturgisch abwechslungsreichen Arrangements maßgeblich zum Erfolg der Alben des Pianisten Randy Weston (beispielsweise Little Niles, Blues in Africa, Portraits oder Spirits of our Ancestors) beigetragen.

## Auswahldiskografie
- Gerald Wilson: Gerald Wilson, 1945-1946 (Classics)
- Dexter Gordon: Dexter Gordon On Dial: The Complete Sessions (Spotlite, 1947)
- Dizzy Gillespie: Dizzy In South America (Consolidated Artist, 1956)
- Ernie Henry: Last Chorus (OJC, 1956–57)
- Dinah Washington: The Fats Waller Songbook (Emarcy, 1957)
- Dizzy Gillespie: Birks Works; At Newport (Verve, 1957)
- Cannonball Adderley: African Waltz (OJC, 1961)
- Quincy Jones: Free And Easy (Ancha, 1960); Strike Up The Band (Mercury, 1961–64)
- Ray Brown: Much in Common (Verve, 1962–65)
- Milt Jackson: Big Bags (OJC, 1962)
- Oliver Nelson: Afro / American Sketches (OJC, 1962)
- Sam Jones: Right Down Front (OJC, 1960–62)
- Freddie Hubbard: The Body And The Soul (Impulse, 1963)
- Shirley Scott: Talkin´ Verve (Verve, 1963–71)
- Jimmy Smith: Any Number Can Win (Verve, 1963)
- Wes Montgomery: Impressions - The Verve Jazz Sides (Verve, 1964–66)
- Mary Lou Williams: Black Christ of the Andes (1964)